# Nans-les-Pins
Nans-les-Pins é uma comuna francesa na região administrativa da Provença-Alpes-Costa Azul, no departamento de Var. Estende-se por uma área de 47,99 km². Em 2010 a comuna tinha 4 886 habitantes (densidade: 101,8 hab./km²).